# Тюрюш (деревня)
Тюрюш — деревня в Муслюмовском районе Татарстана. Входит в состав Старокарамалинского сельского поселения.

## География
Находится в восточной части Татарстана на расстоянии приблизительно 18 км на восток по прямой от районного центра села Муслюмово.

## История
Основана в 1920-х годах.

## Население
Постоянных жителей было: в 1926 году — 193, в 1938—274, в 1949—292, в 1958—256, в 1970—326, в 1979—222, в 1989 — 98, 74 в 2002 году (татары 99 %), 62 в 2010.